# 4588 Wislicenus
4588 Wislicenus è un asteroide della fascia principale. Scoperto nel 1931, presenta un'orbita caratterizzata da un semiasse maggiore pari a 2,9448428 UA e da un'eccentricità di 0,0972801, inclinata di 9,75146° rispetto all'eclittica.